# Dolaincourt
Dolaincourt település Franciaországban, Vosges megyében. Lakosainak száma 90 fő (2022. január 1.). Dolaincourt Vouxey, Balléville, Châtenois és Courcelles-sous-Châtenois községekkel határos.

## Népesség
A település népességének változása:
| Lakosok száma | 87   | 92   | 96   | 99   | 100  | 100  | 101  | 96   | 90   |
|               | 2013 | 2015 | 2016 | 2017 | 2018 | 2019 | 2020 | 2021 | 2022 |